# Garra andruzzii
Garra andruzzii — вид коропоподібних риб родини коропових (Cyprinidae). Належить до роду Garra, але раніше вважався єдиними представником монотипного роду Phreatichthys  Vinciguerra, 1924.

## Етимологія
Вид отримав назву на честь Алкібіада Андруцці — морського офіцера і директора Колоніальної служби охорони здоров'я Сомалі, який відправив типові зразки виду для досліджень у Музей природознавства Джакомо Дорія в Генуї.

## Поширення
Ендемік Сомалі. Відомий лише у типовому місцезнаходженні — підземних водах під оазою Буд-Буд (координати: 4°11'19" пн.ш., 46°28'21" сх.д.). Знайдений у кількох свердловинах.

## Опис
Риба завдовжки до 6,2 см. Вид є постійним мешканцем печер. Тіло слабо пігментоване. Очі повністю відсутні.